# Абазов, Руслан Асланович
Русла́н Асла́нович Аба́зов (род. 25 мая 1993, Нарткала, Кабардино-Балкария) — российский футболист, защитник. Бронзовый призёр первенства ФНЛ 2012/13.

## Биография
Воспитанник нарткалинского футбола, первый тренер Паша Рамазанович Агабалиев. Начинал карьеру в качестве вратаря, затем пробовал себя на позиции нападающего. Именно тогда Абазова заметили и пригласили в команду школы № 31 города Нальчика, тренер — Гия Георгиевич Лобжанидзе.

### «Спартак-Нальчик»
Весной 2010 года впервые попал в заявку нальчикского «Спартака» для участия в чемпионате России. 2 апреля, в матче со сверстниками из «Ростова» дебютировал в составе молодёжной команды нальчан, выйдя на замену на последних минутах матча. Всего провёл за клуб 42 матча в молодёжном первенстве страны, став вместе с командой обладателем малых золотых медалей образца 2012 года. С лета 2011 года стал привлекаться к тренировкам с первой командой. 7 августа попал в заявку на матч чемпионата страны с «Рубином», но на поле так и не появился. Зимой 2012 года ездил на сбор в Турцию вместе с первой командой. 27 апреля в матче с «Крыльями Советов» состоялся дебют в премьер-лиге. Появился на поле в стартовом составе и провёл всю встречу. На 15-й минуте игры за фол на Жоэле Чибамбе получил жёлтую карточку. Сезон 2012/13 годов начинал в качестве игрока основного состава, но после удаления в матче девятого тура против «Петротреста» потерял место в основе. В сезоне 2013/14 был одним из игроков основного состава, провёл 22 встречи. В ноябре 2013 года был включён Дмитрием Аленичевым в состав сборной ФНЛ на матч против сборной команды игроков итальянской серии Б. Вышел на замену после первого тайма вместо Петра Тена. В дальнейшем игрок получал больше практики, но после того как клуб из Кабардино-Балкарии снялся с розыгрыша первенства ФНЛ, покинул команду.

### «Ростов»
16 июня 2014 года подписал долгосрочный контракт с клубом премьер-лиги «Ростов». Соглашение было рассчитано на четыре года. В составе ростовчан дебютировал 26 июля 2014 года в игре за Суперкубок России. Абазов провёл на поле весь матч, а его команда уступила ЦСКА со счётом 1:3. Проведя в основе ростовчан два стартовых матча чемпионата, Абазов был заменён уже в первом тайме игры с московским «Локомотивом». Неуверенная игра и череда травм привели к тому, что игрок потерял место в составе команды.

### Аренда. «Тюмень» и «Факел»
14 февраля 2015 года Абазов пополнил ряды клуба ФНЛ «Тюмень». Соглашение было рассчитано до конца сезона. В составе новой команды Абазов дебютировал в розыгрыше кубка ФНЛ, завоевав по его итогам бронзовые медали. 12 апреля 2015 года Абазов забил свой первый гол в составе «Тюмени». Это произошло на 79-й минуте домашнего матча 27-го тура против «Тосно». Этот гол стал для него первым в официальных матчах на профессиональном уровне. В составе «Тюмени» Абазов провёл 12 встреч, в которых лишь единожды покинул поле, не проведя игру целиком. Это произошло в матче 30-го тура с «Шинником», где игрок был удалён с поля за две жёлтые карточки.
7 июля 2015 года стало известно о переходе игрока на правах аренды в воронежский «Факел» до конца сезона. В составе воронежцев Абазов провёл две товарищеские встречи с ЦСКА и курским «Авангардом». Спустя четыре дня после подписания контракта дебютировал в игре первого тура первенства ФНЛ против «Тосно» (0:1), Абазов провёл на поле все 90 минут. В составе воронежцев провёл пять встреч, в которых получил две жёлтые карточки.
27 августа 2015 года вернулся в «Тюмень», также будучи арендованным у «Ростова». Спустя почти месяц впервые после возвращения вышел на поле в футболке «Тюмени» в выездном матче против «Томи». Абазов закрепился в основном составе команды, проведя 21 матч из 27. За это время он получил пять предупреждений, а также единожды был удалён с поля за фол последней надежды на второй минуте матча против тульского «Арсенала».

### «Тосно» и «Ротор»
2 июня 2016 года заключил двухлетний контракт с клубом ФНЛ «Тосно». В составе команды дебютировал 16 июля 2016 года в выездном матче второго тура первенства ФНЛ против «Сибири». Появился на поле на 73-й минуте, заменив Евгения Маркова. Всего в сезоне 25 раз появлялся на поле, получив пять жёлтых карточек. После выхода команды в РФПЛ потерял место в основном составе команды, появившись на поле всего дважды за полгода.
22 января 2018 года стал игроком волгоградского «Ротора» на правах аренды. Соглашение было рассчитано до окончания сезона 2017/18.

### «Нижний Новгород»
После расформирования «Тосно» 30 июня 2018 перешёл в клуб ФНЛ «Нижний Новгород», где отыграл сезон. В июне 2019 был на просмотре в «Тамбове», за который провёл три контрольных матча.

## Статистика выступлений
| Клуб              | Сезон   | Чемпионат | Чемпионат | Чемпионат | Кубок | Кубок | Прочее | Прочее | Всего | Всего |
| Клуб              | Сезон   | Уров.     | Игры      | Голы      | Игры  | Голы  | Игры   | Голы   | Игры  | Голы  |
| ----------------- | ------- | --------- | --------- | --------- | ----- | ----- | ------ | ------ | ----- | ----- |
| Спартак-Нальчик   | 2011/12 | I         | 4         | 0         | 1     | 0     | 0      | 0      | 5     | 0     |
| Спартак-Нальчик   | 2012/13 | II        | 14        | 0         | 0     | 0     | 1      | 0      | 15    | 0     |
| Спартак-Нальчик   | 2013/14 | II        | 22        | 0         | 1     | 0     | 0      | 0      | 23    | 0     |
| Спартак-Нальчик   | Итого   | Итого     | 40        | 0         | 2     | 0     | 1      | 0      | 43    | 0     |
| Ростов            | 2014/15 | I         | 3         | 0         | 0     | 0     | 1      | 0      | 4     | 0     |
| Ростов            | Итого   | Итого     | 3         | 0         | 0     | 0     | 1      | 0      | 4     | 0     |
| → Тюмень          | 2014/15 | II        | 12        | 1         | 0     | 0     | 0      | 0      | 12    | 1     |
| → Тюмень          | 2015/16 | II        | 21        | 0         | 1     | 0     | 0      | 0      | 22    | 0     |
| → Тюмень          | Итого   | Итого     | 33        | 1         | 1     | 0     | 0      | 0      | 34    | 1     |
| → Факел (Воронеж) | 2015/16 | II        | 5         | 0         | 0     | 0     | 0      | 0      | 5     | 0     |
| → Факел (Воронеж) | Итого   | Итого     | 5         | 0         | 0     | 0     | 0      | 0      | 5     | 0     |
| Тосно             | 2016/17 | II        | 25        | 0         | 3     | 1     | 0      | 0      | 28    | 1     |
| Тосно             | 2017/18 | I         | 2         | 0         | 1     | 0     | 0      | 0      | 3     | 0     |
| Тосно             | Итого   | Итого     | 27        | 0         | 4     | 1     | 0      | 0      | 31    | 1     |
| → Ротор           | 2017/18 | II        | 11        | 0         | 0     | 0     | 0      | 0      | 11    | 0     |
| → Ротор           | Итого   | Итого     | 11        | 0         | 0     | 0     | 0      | 0      | 11    | 0     |
| Нижний Новгород   | 2018/19 | II        | 21        | 1         | 3     | 0     | 0      | 0      | 24    | 1     |
| Нижний Новгород   | Итого   | Итого     | 21        | 1         | 3     | 0     | 0      | 0      | 24    | 1     |
| Всего             | Всего   | Всего     | 140       | 2         | 10    | 1     | 2      | 0      | 152   | 3     |

Источники: premierliga.ru, sportbox.ru.

## Достижения
«Спартак-Нальчик»
- Победитель первенства России среди молодёжных команд в группе Б: 2012[5][6]
- Бронзовый призёр первенства ФНЛ: 2012/13

«Тосно»
- Обладатель Кубка России: 2017/18
- Серебряный призёр первенства ФНЛ: 2016/17